# Vokaltrakt

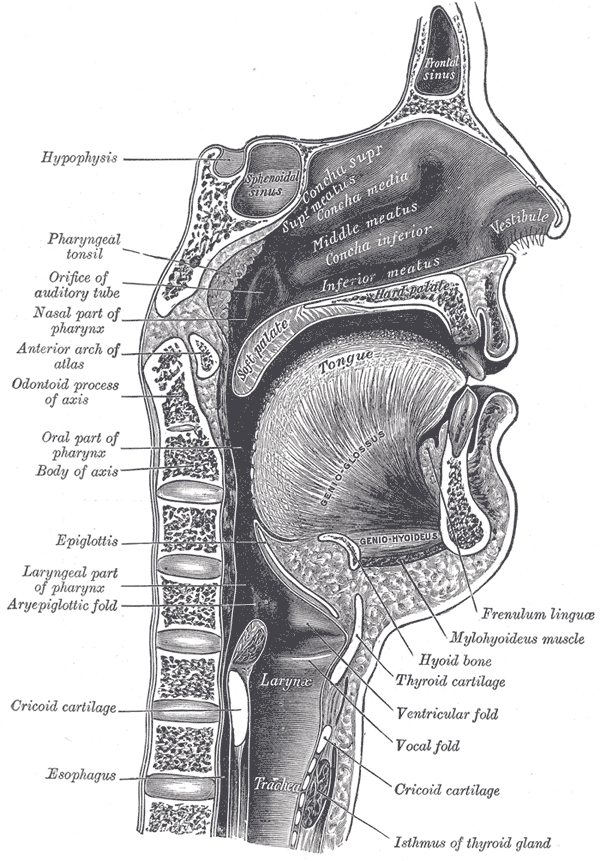
Sagittalschnitt des menschlichen Vokaltrakts

Der Vokaltrakt, auch Ansatzrohr (in Analogie zum Ansatzrohr von Blasinstrumenten), Artikulationstrakt oder Sprechtrakt, ist der supraglottale, also oberhalb des Kehlkopfs gelegene Anteil des Sprechapparats.
Er lässt sich in drei Räume oder Höhlen einteilen: Rachenraum (Rachenhöhle), Mundraum (Mundhöhle) und Nasenraum (Nasenhöhle). Das Volumen beider ersterer ist bedingt durch die Bewegung der Zunge variabel, was einen veränderlichen Resonanzraum für einzelne Laute zur Folge hat. Die Nasenhöhle hingegen ist im Volumen unveränderlich, aber dennoch an der Resonanzbildung beteiligt. Neben der Zunge gehören auch die Lippen, die Zähne, der Gaumen, das Gaumensegel und das Gaumenzäpfchen zum Vokaltrakt (Artikulationsorgan).
Der Sprechapparat ist in seiner im modernen Menschen vorliegenden Form etwa 150.000 Jahre alt. Seine Funktion zerfällt in zwei Komponenten, die der Schallproduktion und die der Klangformung.